# Арда (свят)
Вижте пояснителната страница за други значения на Арда.
Арда се нарича светът в книгите Децата на Хурин, Силмарион, Хобитът и Властелинът на пръстените на британския фентъзи писател Дж. Р. Р. Толкин.

## Космология на плоската Земя
Ея е името на Куеня за материалната вселена като реализация на визията на Айнурите. Думата идва от думата Quenya за екзистенциал да бъде в неговата аористна форма. Така Ея е „това, което е“. Ея е думата, изречена от Еру Илуватар, с която той превръща Вселената в действителност.
Празнотата (Кума, Външната тъмнина) е нищото извън Арда. От Арда е достъпен през Вратите на нощта. Валарите заточили Мелкор в Празнотата след поражението му във Войната на гнева. Легендата предсказва, че Мелкор ще се върне в Арда точно преди апокалиптичната битка при Дагорат. Празнотата не трябва да се бърка със състоянието на несъществуване, предшестващо създаването на Ея.
Когато Арда е създадена, „безброй звезди“ вече са съществували. За да осигурят по-голяма светлина, Валарите по-късно създали Двете светилници в Средната земя и когато те били унищожени, те създали Двете дървета на Валинор. Те доведоха до епохите на светилниците и годините на дърветата, но епохите на звездите не приключиха до създаването на Слънцето. По време на годините на дърветата, малко преди пробуждането на елфите, Варда създаде Великите звезди: „нови звезди и по-ярки“ и съзвездия.
Илуватар създава Арда според космологията на плоската Земя. Тази подобна на диск Арда има континенти и морета, а луната и звездите се въртят около нея. Арда е създадена, за да бъде "Жилището" (Амбар) за елфи и хора. Този свят е осветен от две лампи, създадени от Валарите: Илуин („Небесносиньо“) и Ормал („Високо злато“). За да поддържа лампите, Ауле изкова два огромни скални стълба: Хелкар в северната част на континента Средна земя и Рингил на юг. Илуин беше настроен срещу Хелкар, а Ормал срещу Рингил. Между колоните, където се смесваше светлината на лампите, Валарите живееха на остров Алмарен в средата на Голямо езеро. Когато Мелкор унищожава лампите, две обширни вътрешни морета (Хелкар и Рингил) и се образуват две големи морета (Белегер и Източното море), но Алмарен и неговото езеро са унищожени. Валарите напускат Средната земя и отиват на новосформирания континент Аман на запад, където създават своя дом, наречен Валинор . За да обезсърчат Мелкор да атакува Аман, те изтласкват континента Средна земя на изток, като по този начин разшириха Белегер в средата му и издигнаха пет големи планински вериги в Средната земя: Сините, Червените, Сивите и Жълтите планини, плюс Планините на вятъра. Този акт наруши симетричните форми на континентите и моретата.
Екая, наричан още Огънатият океан и Окръжаващото море, е тъмно море, което заобикаля света преди катаклизма в края на Втората епоха. По време на този период на плоска Земя Екайя тече изцяло около Арда, която се носи по нея като кораб по море. Над Ekkaia има слой атмосфера. Улмо Господарят на водите живее в Екая, под Арда. Екая е изключително студен; където неговите води се срещат с водите на океана Белегар на северозапад от Средната земя, се образува пропаст от лед: Хелкаракс. Екая не може да поддържа никакви кораби освен лодките на Улмо. Корабите на нуменорците, които се опитаха да плават по него, потънаха, удавяйки моряците. Слънцето минава през Екая по пътя си около света, затопляйки го, докато минава.
Илмен е област с чист въздух, пронизан от светлина, преди катаклизма в края на Втората епоха. Звездите и другите небесни тела са в този регион. Луната минава през Илмен по пътя си около света, спускайки се в Бездната на Илмен при завръщането си.
Толкин си представя Арда като Земята в далечното минало. Със загубата на всички нейни народи, с изключение на човека, и преоформянето на континентите, всичко, което е останало от Средната земя, е смътен спомен във фолклора, легендите и старите думи.

## Сферично-земна космология
Легендариумът на Толкин се обръща към сферичната парадигма на Земята, като изобразява катастрофален преход от плосък към сферичен свят, в който Аман, континентът, където лежи Валинор е премахнат „от кръговете на света“. Единственият останал начин да се стигне до Аман е така нареченият Прав път, скрит маршрут, напускащ извивката на Средната земя през небето и космоса, който е изключително известен и отворен за елфите, които могат да навигират със своите кораби.
Този преход от плоска към сферична Земя е в центъра на легендата за "Атлантида" на Толкин. Нуменорците, станали арогантни, се опитали да стигнат до Валинор, мислейки, че присъствието им ще даде безсмъртие; но Еру унищожи техния остров и промени света, за да попречи на хората да го достигнат. Недовършеният „Изгубеният път“ на Толкин предлага скица на идеята за историческа приемственост, свързваща елфическата митология от Първата епоха с класическия мит за Атлантида, германските миграции, англосаксонската Англия и съвременния период, представяйки легендата за Атлантида при Платон и други потопи митове като "объркан" разказ за историята на Нуменор. Катаклизмичното преоформяне на света би оставило своя отпечатък върху културната памет и колективното несъзнавано на човечеството и дори върху генетичната памет на индивидите. Частта „Атлантида“ от легендариума изследва темата за спомена за „правия път“ към Запада, който сега съществува само в спомен или мит, тъй като физическият свят е променен. Акалабет казва, че нуменорците, които са оцелели след катастрофата, са отплавали възможно най-далеч на запад в търсене на своя древен дом, но пътуванията им само са ги върнали по целия свят обратно до началните им точки.
Няколко години след публикуването на Властелинът на пръстените, в бележка, свързана с историята „Атрабет Финрод ах Андрет“, Толкин приравнява Арда със Слънчевата система; защото Арда към този момент се състоеше от повече от едно небесно тяло, с Валинор на друга планета, докато Слънцето и Луната бяха небесни обекти сами по себе си.

## Препратки
1. ↑  Енциклопедия на Арда
2. ↑  Larsen, Kristine. A Little Earth of His Own: Tolkien's Lunar Creation Myths //  The Ring Goes Ever on: Proceedings of the Tolkien 2005 Conference 2.   The Tolkien Society, 2008. с. 394–403.